# IAI Eitan
IAI Eitan (Heron TP) — израильский многоцелевой БПЛА, разработанный компанией IAI на базе IAI Heron. По сравнению с предшественником имеет большие размеры и оборудован турбовинтовыми двигателями.
В состав бортовой аппаратуры входят системы слежения и обнаружения целей в оптическом, инфракрасном и радиодиапазонах, спутниковой навигации. IAI Eitan планируется оснастить средствами управления огнём и ударными комплексами.

## ЛТХ
Размах крыла аппарата составляет 26 м, что сравнимо с габаритами авиалайнера «Боинг-737». Потолок — 13,7 км. Продолжительность полёта 36 часов.
Сообщалось о возможности «висеть» в воздухе на высоте до 4,5 км над контролируемыми районами и о перспективе оснащения системой дозаправки в воздухе. При крейсерской скорости 296 км/ч (максимальная — 460 км/ч) он теоретически может пролететь 14 800 км. Максимальный взлётный вес — 4650 кг Масса полезной нагрузки «Эйтана» может достигать 1000 кг.

## Эксплуатация
Сообщалось о том, что Израиль использовал Эйтан над территорией Судана в 2009 году, для удара по колонне перевозившей оружие из Ирана в сектор Газа.
21 февраля 2010 года на базе ВВС Армии обороны Израиля в Тель-Ноф состоялась церемонии передачи концерном авиационной промышленности армии первого БПЛА «Эйтан».  
В конце декабря 2010 года было сообщено о том, что ЦАХАЛ развернул «для оперативного использования отдельную эскадрилью этих, самых крупных в мире, беспилотников».
В июле 2011 года Израиль стал победителем в конкурсе министерства обороны Франции на поставку беспилотных летательных аппаратов Heron TP для французских вооружённых сил.
В ноябре 2011 года, по результатам многомесячных испытаний, в штаб ВВС были переданы рекомендации руководство эскадрильи БПЛА  «Эйтан», «после утверждения которых беспилотники, способные без дозаправки долететь до Судана и Ирана, будут привлечены к оперативной работе».
По сообщению информационного агентства «Синьхуа», Heron TP совершил в мае 2013 года свой первый автономный (без участия оператора) взлёт и посадку. Функции автономного взлёта и посадки были изначально предусмотрены разработчиками в беспилотнике четвёртого поколения, но ВВС ЦАХАЛа до последнего времени не пользовались данными возможностями. Автономные взлёт и посадка применимы когда речь идет о полётах в условиях сильного тумана и нулевой видимости.

## Происшествия
| Дата          | Бортовой номер | Место                              | Жертвы | Описание |
| ------------- | -------------- | ---------------------------------- | ------ | --- |
| н/д. н/д.2007 | н/д            | Израиль, неподалёку от Гедеры      | 0/0    | Разбился в связи с техническими неисправностями.                                                                              |
| 29.01.2012    | н/д            | Израиль, в окрестностях Тель-Авива | 0/0    | Разбился из-за сваливания БПЛА в связи с низкой скоростью. Причиной крушения стала ошибка, допущенная оператором полёта БПЛА. |

## На вооружении
Израиль
- ВВС Израиля — в феврале 2010 года принят на вооружение, была создана 210-я эскадрилья тяжёлых беспилотных летательных аппаратов[1]. По состоянию на 2011 год, на вооружении имелось 4 шт[15].

 Азербайджан
- ВВС Азербайджана — по состоянию на 2016 год, на вооружении имелось 15 шт.